# Estemmenosuchus
Estemmenosuchus was een zoogdierreptiel (Synapsida) uit het Laat-Perm (250 Ma) van Rusland. Het was een steviggebouwde viervoeter, die behoorde tot de Dinocephalia.
Estemmenosuchus was een planteneter van drie tot vier meter lang en twee meter hoog. Estemmenosuchus had een grote kop met verschillende benige uitwassen, één op de neus, twee aan de zijkanten van de kop en twee gewei-vormige knobbels boven de ogen. Verder waren ook lange, scherpe naar voren gerichte tanden van Estemmenosuchus opvallend. De overige tanden waren een stuk kleiner en geschikt voor het eten van taaie planten als coniferen. De staart van Estemmenosuchus was zeer kort en gefossileerde huid toont een gladde, schubloze structuur. Dit reptiel werd bejaagd door andere zoogdierreptielen zoals de gorgonopside Inostrancevia.